# 317年
| 千纪： | 1千纪                                                                                           |
| 世纪： | 3世纪 \| 4世纪 \| 5世纪                                                                         |
| 年代： | 280年代 \| 290年代 \| 300年代 \| 310年代 \| 320年代 \| 330年代 \| 340年代                       |
| 年份： | 312年 \| 313年 \| 314年 \| 315年 \| 316年 \| 317年 \| 318年 \| 319年 \| 320年 \| 321年 \| 322年 |
| 纪年： | 丁丑年（牛年）；西晋建兴五年；成汉玉衡七年；前赵麟嘉二年；东晋建武元年；前凉建兴五年            |

## 大事记
- 中國
  - 司馬睿在建康稱晉王，重建晉朝（東晉）。
  - 葛洪著《抱朴子》。[來源請求]

## 出生
- 8月7日——君士坦提烏斯二世，羅馬帝國君士坦丁王朝皇帝（361年逝世）。
- 苻健

## 逝世
- 刘琨，西晋末年大臣（270年出生，47岁）。
- 杨茂搜，仇池氐族首领。